# Baron St. Maur
Baron Saint Maur war ein erblicher britischer Adelstitel, der zweimal jeweils als Barony by writ durch König Eduard II. in der Peerage of England verliehen wurde.

## Erste Verleihung
Der Titel wurde am 29. Juli 1313 durch Writ of Summons für Nicholas de St. Maur geschaffen, einen Ritter aus Gloucestershire. Der 3. Baron erbte von seiner Mutter Muriel Lovel, 2. Baroness Lovel († vor 1361), den 1348 deren Großvater in der Peerage of England per Writ of Summons verliehenen Titel Baron Lovel, of Castle Cary. Der 7. Baron erbte von seinem Vater 1462 den 1308 in der Peerage of England per Writ of Summons verliehenen Titel Baron Zouche. Alle drei Titel war als Barony by writ auch in weiblicher Linie erblich. Da nach dem Tod des 12. Barons St. Maur mehrere gleichberechtigte Erbinnen existierten, ruht der Titel seither (sog. Abeyance). Die Abeyance endet grundsätzlich erst dann, wenn nur noch eine berechtigte Erbin bzw. ein Nachkomme derselben vorhanden ist. 1815 wurde der Titel Baron Zouche auf Antrag eines Erben wiederhergestellt.

## Zweite Verleihung
Parallel zur ersten Verleihung wurde am 20. November 1317 William de St. Maur durch Writ of Summons zum Baron St. Maur erhoben. Er war vermutlich mit dem ersten Baron erster Verleihung verwandt. Der Titel erlosch bei seinem Tod nach 1322.

## Liste der Barone St. Maur

### Barone St. Maur, erste Verleihung (1314)
- Nicholas de St. Maur, 1. Baron St. Maur († 1349)
- Nicholas Seymour, 2. Baron St. Maur († 1361)
- Nicholas Seymour, 3. Baron St. Maur, 3. Baron Lovel (nach 1352–1362)
- Richard Seymour, 4. Baron St. Maur, 4. Baron Lovel (um 1351–1401)
- Richard Seymour, 5. Baron St. Maur, 5. Baron Lovel († 1409)
- Alice Seymour, 6. Baroness St. Maur, 6. Baron Lovel (1409–nach 1430)
- William la Zouche, 6. Baron Zouche, 7. Baron St. Maur, 7. Baron Lovel (um 1432–1468)
- John la Zouche, 7. Baron Zouche, 8. Baron St. Maur, 8. Baron Lovel (1459–1526)
- John la Zouche, 8. Baron Zouche, 9. Baron St. Maur, 9. Baron Lovel (um 1486–1550)
- Richard la Zouche, 9. Baron Zouche, 10. Baron St. Maur, 10. Baron Lovel (um 1510–1552)
- George la Zouche, 10. Baron Zouche, 11. Baron St. Maur, 11. Baron Lovel (um 1526–1569)
- Edward la Zouche, 11. Baron Zouche, 12. Baron St. Maur, 12. Baron Lovel (1556–1625) (Titel in Abeyance)

### Barone St. Maur, zweite Verleihung (1317)
- William de St. Maur, 1. Baron St. Maur († nach 1322)